# Sacra conversazione
V umetnosti je sacra conversazione (italijansko: [ˈsaːkra koɱversatˈtsjoːne]; množina: sacre conversazioni - kar pomeni sveti pogovor) žanr, razvit v italijanskem renesančnem slikarstvu, z upodobitvijo Marije in otroka Jezusa med skupino svetnikov v relativno neformalni skupini, v nasprotju z bolj togimi in hierarhičnimi kompozicijami prejšnjih obdobij. Vključeni so lahko tudi portreti donatorjev, na splošno klečeči, pogosto jih njihov zavetnik predstavlja Devici  in pogosto so prisotni angeli.
Izraz se pogosto uporablja kot naslov slik, da se izogne popisu vseh posameznih figur, čeprav je v muzejih in akademski zgodovini umetnosti trend, da bi dali popoln seznam. Ime, ki se kot naslov pojavlja šele retrospektivno v 18. stoletju, je bilo razloženo s sklicevanjem na »njihovo zamaknjeno mirno razpoloženje, v katerem se zdi, da svetniki, ki se komajda spogledujejo, komunicirajo na duhovni in ne na materialni ravni«. Vsaj tako je v zgodnejših primerih; kasnejši, od 16. stoletja naprej, pogosto dajejo vtis bolj običajnih pogovorov med figurami, ki se nagibajo druga k drugi in bolj komunicirajo. V italijanščini se izraz morda uporablja pogosteje in širše, kot je običajno v drugih jezikih, na primer zajema kompozicije in arie v tradiciji Rafaelove Sikstinske Madone, kjer Devica in otrok lebdita v zraku precej nad svetniki.

## Razvoj
Sacra conversazione se je razvil, ko so umetniki zamenjali prejšnje hieratične in razdeljene triptihe ali poliptihe v obliki oltarnih kompozicij s kompozicijami, v katerih so figure delovale znotraj enotnega perspektivičnega prostora. Medtem ko so tradicionalni oltarni nastavki na splošno ohranili vertikalni format, je imel sacra conversazione vse glavne figure na isti ravni, ali skoraj tako. Zato so se nagibali k horizontalnemu formatu, saj je bilo le malo angelov in arhitekture, ki bi jih lahko postavili na vrh navpičnega, razen če so božanske figure dvignjene na zelo visok prestol, kot v nenavadni kompoziciji Castelfranco Madone (Giorgione, c. 1503). Tako kot v mnogih delih tudi Devica in otrok sedita na prestolu, vendar svetniki stojijo, tako da so v bolj značilnih primerih s prestolom le rahlo dvignjeni na podij, glave odraslih so približno na isti ravni. Sacra conversazione je bila ena od vrst slik, ki je privedla do tega, da je na slikah postal pogost vodoravni format; pred renesanso je bil razmeroma redek. Pogosto so takšna dela, zlasti v vodoravni obliki in na pol-dolžine ali s sedečimi figurami, naslikana za domove bogatih zbirateljev, bodisi za zasebno kapelo ali za obešanje v drugih prostorih, obravnavana v nasprotju s portreti ali posvetnimi prizori.
Zgodnji primeri so Annalena oltar (približno 1438–40), San Marcov oltar (približno 1438–43, muzej San Marco, Firence) in Oltar iz Fiesola Fra Angelica in Barbadorijev oltar , ki ga je naslikal Filippo Lippi (1437, Louvre). Dejstvo, da je Devica enake velikosti kot druge figure, se pogosto šteje za bistvenega pomena za to zvrst, zato je večina zgodnejših del diskvalificirana, kjer je Devica prikazana veliko večja. Med drugimi umetniki, ki so upodabljali takšen prizor, so Piero della Francesca, Giovanni Bellini, Paolo Veronese in Andrea Mantegna.
Zgodnji primeri, kot je Bellinijev, le redko kažejo dejanski 'pogovor' ali veliko interakcije, čeprav je to mogoče videti od 16. stoletja dalje, kot je Tizianova Marija in otrok s svetnikoma Luko in Katarino Aleksandrijsko. V prvih primerih je prizorišče običajno arhitekturna, ohlapno predstavlja nebesa, vendar tudi vse do Tizianove Pesarove Madone (začetek 1519), ki nadaljuje arhitekturo arhitekturnega okvira in s tem tiste prvotne cerkvene postavitve, za katero je bil naslikan. To je bilo radikalno premišljevanje zvrsti, ki je bilo očitno postavljeno zunaj portika nekega templja z velikimi dvigajočimi se stebri. Devica in otrok nista več v središču kompozicije, ampak desno od slikovnega prostora.
Tako kot v zgodnejših oltarnih nastavkih izbiro svetnikov v veliki meri narekujejo zavetniki donatorja in njihove družine ter cerkve, mesta, škofije ali verski red. Zaradi mešanice figur iz različnih obdobij, ki je običajna v tej zvrsti je jasno, da ni prikazan noben zgodovinski prizor in ne glede na prizorišče je treba prostor razumeti kot mističen in ne kateri koli dejanski kraj.

### Postavitev krajine
Tudi v 1510-ih so Tizian in drugi Benečani razvijali večinoma severno tradicijo zunanjih prizorišč na vrtu, ali zlasti pozneje, odprto pokrajino. Višina Giorgionejeve Castelfranco Madonne okoli leta 1503 je omogočila, da se je svetnica prikazala nad spodnjo cono s svetniki. Palma Vecchio je postal strokovnjak za močno horizontalni sacre conversatione, pri čemer so figure večinoma sedele ali klečale v precej tesni skupini, ki združuje neformalnost in monumentalni klasicizem. Takšne kompozicije so slikali tudi v tradicionalnih skupinah na prostem, v katerih so bile Sveta družina, tako kot Počitek ob letu v Egipt, Čaščenje pastirjev in kompozicije Marije in otroka z angeli in drugimi figurami.
Skupina figur, nameščenih na zaprtem vrtu, je znana kot hortus conclusus in ko je Marija, obkrožena s svetnicami, je znana kot Virgo inter Virgines. To je bila severna posebnost, kjer je več figur poleg Device sedelo, na klopi ali bregu ali na tleh, običajno v vrtnem okolju znotraj neke vrste ograje - prvotno metafora na maternico Device kot hortus conclusus se je začel kot predstavljanje Oznanjenja, ki je označevalo Marijino spočetje Kristusa. Te bolj sproščene skupine so nadaljevali v beneškem slikarstvu, postavljene v odprto pokrajino. Do konca stoletja »prevladujoči odnosi v oltarni sliki, kot sta Annibale Carraccija Devica in otrok s svetniki Katarino in Janezom Evangelistom (1593, Pinacoteca Nazionale di Bologna), niso bili med figurami znotraj slike, temveč med njimi in gledalcem. Z »baročnim slikanjem se Devica odstrani z zemlje, kadar koli kontekst dovoljuje« in prizori so pogosto postavljeni med nebesne oblake.
Primeri kiparstva so razmeroma redki, pa čeprav zaradi števila vpletenih figur. Michelangelo je za kapelo Medičejcev v Firencah načrtoval eno izjemo, čeprav je projekt opustil, preden sta bila oba medičejska zavetnika, ki bi obkrožala njegovo Devico in dete, narejena; to so naredili drugi po njegovih načrtih.

## KompozicijaIn aria
Druga vrsta kompozicije se je razvila, da bi ustrezala potrebam oltarnih elementov vertikalnega formata s sacra conversatione. Tu sta Devica in otrok nameščena, običajno na oblakih, v zraku (in aria) nad svetniki na tleh. Običajno je krajinsko ozadje. Poleg izpolnjevanja navpičnega prostora za slike je to imelo tudi druge prednosti, ki so omogočile sklicevanje na kronanje Device ali Marijino vnebovzetje. Poznejša doktrina je bila še vedno sporna v reformaciji in sacra conversatione, ki je namigovala nanjo, so morda nekateri meceni dajali prednost popolnemu prikazu, ki je raje zahteval, da je izbira svetnikov omejena na apostole in je pogosto imela prazno grobnico v središču. Marijo včasih kronajo angeli, ker popolno kronanje Device naj bi opravil vsaj eden od Svete Trojice. Kompozicijski tip in aria se začne pred letom 1500, v stoletju po tem pa postaja vse bolj priljubljen in s svojim koncem postane »najpogostejša vrsta oltarnih del v Italiji«.
Rafaelova Madona iz Foligna iz leta 1511 in njegova Sikstinska Madona iz leta 1512 sta vodilna primera; v slednjem dva svetnika tudi klečita na oblakih, čeprav zavese na straneh in izboklina, na katero se naslanjata znameniti angel-putto, ohranjajo nastavitev vezano na zemljo. Od leta 1520 dalje je bil Moretto da Brescia »verjetno prvi večji italijanski umetnik, ki so ga večkrat zaposlili« in jih je naslikal več kot dvajset.

## Izvor izraza
Izraz se ni nanašal na predmet slike pred italijanskimi sklici konec 18. stoletja; leta 1979 je najzgodnejša uporaba v inventarjih družine Pucci iz let 1763 in 1797. Toda izraz se v latinsko ustreznikih santa conversatio in pia conversatio pojavlja večkrat v ključnih besedilih cerkve, od Biblije Vulgate, do Cerkvenih očetov in katoliškega bogoslužja. Toda v teh je njihov pomen bolj podoben pious conduct ali 'sveti skupnosti'. Tudi razvoj pomena italijanske conversazione je precej zapleten; [24] tako kot v drugih jezikih je preteklo precej časa, preden je beseda pomenila zgolj ljudi, ki se skupaj pogovarjajo. 
Kot opis slike se je izraz malo uporabljal do sredine 19. stoletja, ko sta ga, vsaj v angleščini, Crowe in Cavalcaselle, popularizirala v  History of Painting in Italy  (3 zvezki, 1864–1866). Trdila sta, da je bila Palma Vecchio »izumiteljica velike Sacra Conversazione, v kateri celopostavni svetniki stojijo pred Devico ....« , kar kaže na precej ožji občutek izraza, kot prevladuje danes.
Kasnejši umetnostni zgodovinarji so izvor te vrste pogosto uvrstili v dela Masaccia, Domenica Veneziana ali Fra Angelica, čeprav je bil Jacob Burckhardt med tistimi, ki so se pritoževali nad njegovo uporabo. Nigel Gauk-Roger pravi, da je bil »prvi resnični sacra conversazione skoraj zagotovo oltarna slika Santa Lucia de 'Magnoli (približno 1445–7, zdaj glavna plošča v galeriji Uffizi). [28] Vsi ti imajo v arhitekturnem okolju stoječe svetnike. Rona Goffen išče izvor sloga nazaj v trecento in preuči več primerov, veliko iz bazilike svetega Frančiška v Assisiju in pol-višine.
Večina poročil o razvoju se omeji na Italijo, pri čemer ignorira severne vzporednice, kljub Devici in otroku s kanonikom van der Paele (in dvema svetnikoma) Jana van Eycka, ki očitno predstavlja isto vrsto, že od leta 1434–36, kot poudarja Otto Pächt.
- Pala del Giorgione, Giorgione, c. 1503
- Sikstinska Madona, Rafael, 1512–13
- Andrea del Sarto, Madonna delle Arpie , 1517
- Tizianova Pesarova Madona, begun 1519
- Virgo inter Virgines, Gerard David, c. 1509, z dvema donatorskima portretoma, v tem primeru umetnikom in njegovo ženo.[16]
- Gerard David, Marija z otrokom s svetniki in donatorjem, c. 1510, tip hortus conclusus.
- Hortus conclusus v Triptihu Marije in otroka s svetniki ki ga je upodobil član kölnske šole, c. 1520
- Peter Paul Rubens, 1627